# Rambong (Setia)
Rambong is een bestuurslaag in het regentschap Aceh Barat Daya van de provincie Atjeh, Indonesië. Rambong telt 945 inwoners (volkstelling 2010).